# Zenodoxus rubens
Zenodoxus rubens is een vlinder uit de familie wespvlinders (Sesiidae), onderfamilie Tinthiinae.
Zenodoxus rubens is voor het eerst wetenschappelijk beschreven door Engelhardt in 1946. De soort komt voor in het Nearctisch gebieden het  Neotropisch gebied.